# Голандит

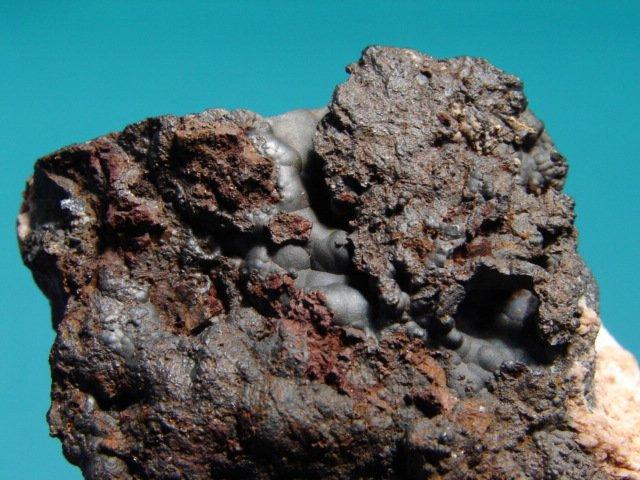
Голандит

Голландит (рос. голландит; англ. hollandite; нім. Hollandit m) — мінерал, оксид марганцю і барію ланцюжкової будови.

## Загальний опис
Хімічна формула: MnBaMn6O14.
Утворює ізоморфний ряд з криптомеланом MnK2Mn6O14.
Містить (%): BaO — 20,56; MnO — 9,51; MnO2 — 69,93.
Сингонія моноклінна, псевдотетрагональна.
Густина 4,95.
Твердість 6.
Призматичні кристали, суцільні маси.
Колір сріблясто-сірий. Блиск металічний, яскравий.
Риска чорна. Крихкий.
Зустрічається в кварцових жилах в центр. Індії.